# Tim Gleason
Timothy Patrick Gleason (* 29. ledna 1983 Clawson) je bývalý americký lední hokejista, který hrával na postu obránce. V současnosti je asistentem trenéra v klubu Carolina Hurricanes. Jako hráč působil ve čtyřech klubech NHL: Los Angeles Kings, Carolina Hurricanes, Toronto Maple Leafs a Washington Capitals. Odehrál v základní části NHL 727 utkání, v nichž zaznamenal 142 kanadských bodů (17 branek). Vedle toho odehrál 32 zápasů ve vyřazovací části (6 bodů, 1 gól). S americkou reprezentací získal stříbrnou medaili na olympijských hrách ve Vancouveru roku 2010. Hrál též na mistrovství světa v roce 2008 (6. místo).